# 톰 모너핸
톰 모너핸(Tom Monaghan, 본명: Thomas Stephen Monaghan, 1937년 3월 25일 ~ )은 1960년에 도미노피자를 설립한 미국 기업가이다. 1983년부터 1992년까지 디트로이트 타이거스를 소유했다. 모너핸은 또한 미시간주 앤아버 차터 타운십(Ann Arbor Charter Township)에 위치한 도미노스 팜스 오피스 파크(Domino's Farms Office Park)를 소유하고 있다. 그는 1984년에 처음으로 이 건물을 짓기 시작했다.
모너핸은 독실한 가톨릭 신자이며 도미노피자에서 38년 동안 근무한 후 1998년 은퇴를 선언했다. 모너핸은 회사 지분의 93%를 베인 캐피털(Bain Capital, Inc.)에 약 10억 달러에 매각하고 회사의 일상적인 운영에 더 이상 참여하지 않았다. , 그리고 이후 그의 시간과 상당한 재산을 가톨릭 운동에 바쳤다. 낙태 반대 운동과 "국가의 '도덕적 위기'에 맞서기 위해" 기타 가톨릭 가르침을 지지하는 모너핸은 이를 홍보하는 데 수억 달러를 지출했다.
그와 그의 아내 마조리 지바흐(Marjorie Zybach)는 피자 배달 중에 만났고 1962년에 결혼하여 매거릿(Margaret), 수전(Susan), 메리(Mary), 바바라(Barbara) 등 네 딸을 두었다. 2014년 현재 손주 10명, 증손주 1명이 있다.